# Chapelle Saint-Lambert d'Haversin
La chapelle Saint-Lambert est un édifice religieux catholique situé près du village d'Haversin dans la commune de Ciney en province de Namur (Belgique). La chapelle est classée au patrimoine immobilier de Wallonie.

## Situation
La chapelle est bâtie à l'intérieur d'un bosquet situé le long de la rue de Hogne, entre le village d'Haversin et le hameau des Basses, au lieu-dit Vérenne, au sommet d'un plateau cultivé de la Famenne (altitude de 330 m).

## Historique
L'édifice est daté de 1700. Il était au début du XVIIIe siècle la propriété de la veuve d'Englebert Hubert de Waha, douairière d'Haversin. La chapelle est consacrée en 1720 et dédiée à saint Lambert. Après la Révolution française, un document de 1799 prévoit sa démolition mais cette ordonnance n'est pas appliquée. 

## Description
La chapelle est construite (ou reconstruite) en pierre calcaire et grès. Elle possède une seule nef et un chevet aveugle à trois pans coupés. Les baies sont cintrées et placées sous la corniche. La toiture d'ardoises est ponctuée d'un clocheton carré surmonté par une croix. La porte d'entrée en anse de panier à clé passante datée de 1700 et piédroits massifs et harpés se trouve sous un parvis de construction plus récente.

## Classement
La chapelle Saint-Lambert et le bosquet qui l'entoure sont un bien classé depuis le 3 février 1953 et sont repris sur la liste du patrimoine immobilier classé de Ciney. La chapelle Saint-Lambert (seule) est aussi un bien classé depuis le 14 août 1980.